# Позориште „Бошко Буха” Београд
Позориште „Бошко Буха” Београд је основано 13. октобра 1950. године, прераставши из дотадашњег Културно-уметничког друштва „Рода“, у прво српско професионално позориште за децу и младе. Међу оснивачима, најистакнутије место припада госпођи Гити Предић-Нушић, ћерки великог драмског писца Бранислава Нушића.
Позориште носи име у знак сећања на легендарног партизанског борца-бомбаша Бошка Буху (1926—1943), који је био један од најмлађих народних хероја Југославије.

## Сцена за децу
Од почетка рада Позоришта до данас, кроз рад управника Гите Предић Нушић, Ђурђинке Марковић, и Михаила Фаркића, успостављен је основни репертоарски правац који је настављен и у новије време под управом Љубивоја Ршумовића, Ненада Ненадовића, Милорада Мандића Манде и Бошка Ђорђевића, па је и данас прва асоцијација на Позориште Бошко Буха — бајка. Адаптације бајки и класика за децу су основно репертоарко опредељење у овом позоришту. Њихове сценске адаптације крећу се од класичних (Мала сирена, Петар Пан, Василиса Прекрасна, Царев заточник) до тематски, садржајно и естетски осавремењених (Пипи Дуга Чарапа, Господар мува). У новије време, у Позоришту су заступљени и наслови који се све мање ослањању на класичан драмски текст (Miracle, Игра, Плави зец...)углавном постављени у копродукцијама са професионалним трупама и позориштима за децу и младе из иностранства (Данска, Турска, Француска...).

## Галерија слика из представа
- Мала сирена
- Госпођа министарка
- Петар Пан
- Школа рокенрола

## Вечерња сцена
Вечерња сцена Буха обраћа се, пре свега, средњошколцима и адолесцентима, који су као циљна група прилично запостављени у позоришном животу Београда. Након сезоне Шекспира и Ренесансне комедије (Укроћена горопад, Слуга двају господара), на Вечерњој сцени сада су заступљени савремени проблемски комади који се баве горућим друштвеним и генерацијским проблемима, на начин прилагођен млађој генерацији — Инстант сексуално васпитање, Игра у тами, Дечко који обећава, Пази ’вамо... Такође, једна од репертоарских тенденција је и савремена комедија (Иза кулиса, Својта, Госпођа министарка), чија је намера да великим ансамбл представама врате публику у позориште.

## ТИБА Фестивал
Позориште Бошко Буха је, такође, организатор ТИБА Фестивала (Театарска интернационална београдска авантура), највећег интернационалног фестивала позоришта за децу и младе. Захваљујући овом фестивалу, кроз београдска позоришта прошле су трупе из целе Европе и света. Осим могућности стицања увида о њиховом раду, на том фестивалу покрећу се иницијативе о копродукцијама и међународним сарадњама, а као посебна активност издвајају се радионице и предавања посвећена школским педагозима чији је циљ успостављање ближе сарадње школа и позоришта као две најважније институције у развоју младих генерација.

## Ансамбл и сарадници
Ансамбл Позоришта Бошко Буха одувек су чинили најпризнатији драмски уметници који су значајан део своје каријере фокусирали на рад за децу и младе. У ансамблу Позоришта Бошко Буха данас је запослен двадесет један глумац (Александар Радојичић, Александра Симић, Андрија Милошевић, Андријана Оливерић, Боба Латиновић, Бојана Ординачев, Борка Томовић, Бранислав Платиша, Виктор Савић, Владан Дујовић, Горан Јевтић, Дејан Луткић, Драга Чирић, Драгољуб Денда, Ивала Локнер, Јелена Тркуља, Катарина Марковић, Немања Оливерић, Ненад Ненадовић и Урош Јовчић), а прве глумачке кораке у овом позоришту направили су и Предраг Мики Манојловић, Неда Арнерић, Олга Одановић, Бода Нинковић, Горан Шушљик и други. Такође, сарађујемо и са најзначајнијим редитељима (Мирослав Беловић, Миња Дедић, Дејан Мијач, Милан Караџић, Јагош Марковић, Југ Радивојевић, Никита Миливојевић...) и писцима (Милован Витезовић, Миодраг Станисављевић, Љубивоје Ршумовић, Стеван Копривица...) свих генерација. Наши стални сарадници су и сценографи попут Герослава Зарића и Александра Денића, костимографи Ангелина Атлагић, Зора Мојсиловић, Јелена Стокућа и композитори Александар Локнер и Момчило Бајагић, Корнелије Ковач, Зоран Симјановић и други.
- Програм концерта хора и солиста дечјег позоришта Бошко Буха, који се одржао у Задужбини Илије М. Коларца, 1951. године.

## Галерија
- Позориште „Бошко Буха”
- Позориште „Бошко Буха”
- Позориште „Бошко Буха”
- Позориште „Бошко Буха”